# Поздняков Борис Олександрович
Борис Олександрович Поздняков (31 травня 1962, Москва) — радянський і російський футболіст, грав на позиціях захисника та опорного півзахисника. Майстер спорту міжнародного класу (1991). У 1980-х роках вважався одним із найкращих у СРСР персональних опікунів.

## Кар'єра
Борис Поздняков вихованець СДЮШОР «Спартак» (Москва).
Виступав за московські клуби «Торпедо», «Динамо» та «Спартак», де був одним із ключових захисників команди Бескова.
Пізніше грав за австрійські клуби, новоросійський «Чорноморець», де на передсезонному зборі зламав ногу і відіграв лише 1 коло. Потім знову грав в Австрії, а потім якийсь час шукав собі команду в Москві, в результаті перейшов до клубу третьої ліги «Космос» з Довгопрудного, якому допоміг вийти в другу лігу. Виступав за «Спортакадеміклуб», одночасно бувши граючим тренером команди.
Потім Поздняков працював тренером селекціонером молодіжної збірної Росії та селекціонером у «Спартаку» та підмосковному «Сатурні». З 24 вересня 2009 року працював у «Спартаку» тренером, після нетривалих переговорів з головним тренером команди Валерієм Карпіним та спортивним директором команди Дмитром Поповим.
З 2014 року — тренер в Академії ФК «Спартак».

### Збірна СРСР
Загалом за першу збірну зіграв 7 матчів, голів не забивав. Перший матч провів 28 березня 1984 року з ФРН 1:2. Останній матч — 18 квітня 1987 року зі Швецією 1:3.
Зіграв 3 матчі за олімпійську збірну СРСР.

## Досягнення
- Чемпіон СРСР : 1989
- Чемпіон Європи серед молодіжних команд : 1990